# Zooarqueologia

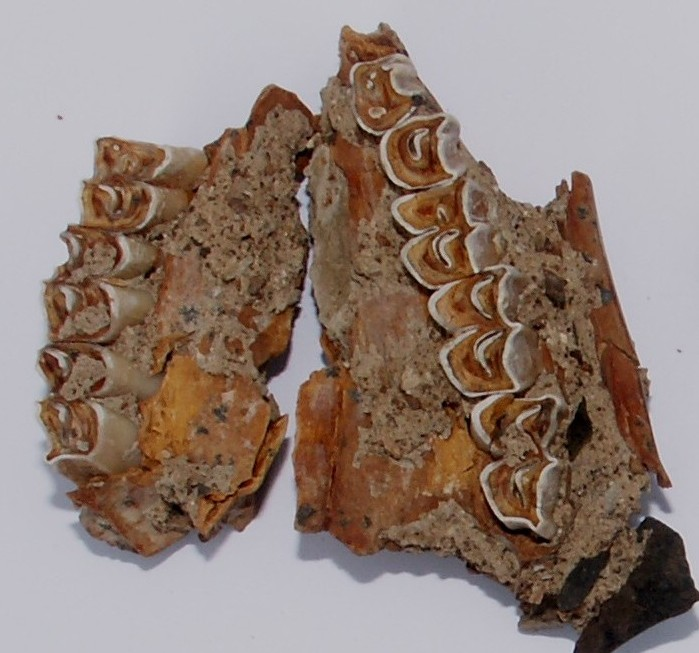
Mandíbula superior de gazela, encontrado na caverna Mislyia (início do Paleolítico médio)

Zooarqueologia (também conhecida pelo nome de arqueozoologia) é uma ciência auxiliar da arqueologia que tem como objeto de estudo restos faunísticos encontrados em sítios arqueológicos. O estudo desta área é importante para se "obter conhecimentos sobre subsistência, paleoecologia e processos de formação de sítios arqueológicos".